# Nicolau Travé

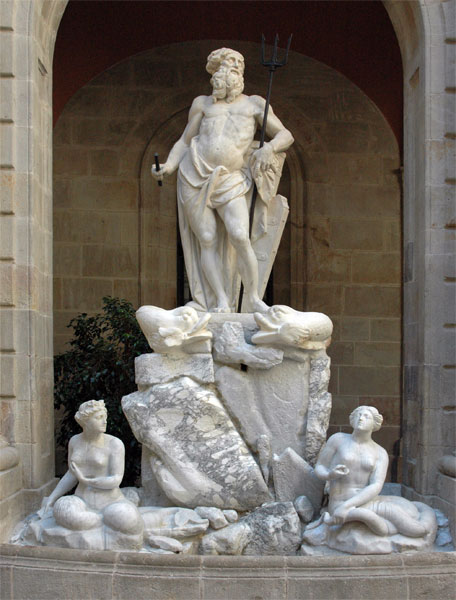
Neptuno (1802) de Nicolau Travé. Barcelona: Lonja de Mar.

Nicolau Travé fue un escultor que realizó su trabajo en Barcelona, en la segunda mitad del siglo XVIII.

## Biografía
Hijo de Juan Travé, también escultor, se examinó como escultor en 1764. En su taller tuvo como discípulo a Damià Campeny. Realiza obras aplicadas a la arquitectura y retablos e imágenes, como el del altar mayor del templo de San Pedro de Tarrasa, fechado en el año 1771, del cual se conserva la imagen de san Pedro en el Museo de Tarrasa. Realizó el retablo para la iglesia de San Vicente de Sarriá en Barcelona, cuando se reconstruyó en el año 1789. Este altar fue quemado durante la guerra civil española de 1936.
Su escultura más conocida es el Neptuno (1802), para la fuente del patio de la Llotja en Barcelona, cuyo grupo se completa con las dos figuras de nereidas ejecutadas por el escultor Antoni Solà.